# Rosario Guajardo
Rosario Guajardo (Monterrey,México,1948-2021)es una artista plástica mejicana. Conocida por sus trabajos de pintura abstracta y su obra trimidensional, cuenta con más de 240 exposiciones tanto nacionales como internacionales.

## Biografía
Rosario Guajardo estudió en el Instituto Superior de Cultura y Arte de Monterrey, en el Instituto Montessori además de en la Escuela de Artes y Oficios de Barcelona donde experimentó con el dibujo y la pintura. Trabajó el grabado y la serigrafía en el Printmaker´s Atelier en la Jolla, California y regresó a México para complementar su formación en el Museo del Vidrio especializándose en vidrio soplado, escultura en vidrio entre otros. 

## Estilo artístico
El estilo de Rosario Guajardo está dirigido a la abstracción trascendiendo lo cotidiano para adentrarse en el universo espiritual. Sus obras son representaciones de mundos interiores imaginados en su mente. Al ser íntimo y personal, estos universos pertenecen a la profundidad de la artista; sin embargo, todos podemos contemplarlos e incluso sumergirnos en ellos a través de un viaje de Correspondencias a lo largo de sus creaciones, expresadas en distintos momentos y mediante diversas técnicas y lenguajes.
Jorge García Murillo, crítico y director del Centro de las Artes comparó su evolución con otros abstraccionistas como Lilia Carrillo y Manuel Felguérez y dijo de ella que:

Logra desarrollar un lenguaje muy personal, con alcance universal. Logra lo más difícil, decir algo en el lenguaje abstracto, que parecía que el siglo 20 había agotado.

## Obra
Todas las creaciones de Rosario Guajardo las hacía con libertad, sin bocetos tanto las pinturas como las esculturas o las instalaciones y experimentaba hasta lograr fuerza expresiva. Su obra la convirtió en referente de México y sus obras han sido galardonadas en certámenes tanto nacionales como internacionales. 
En 1998 su obra Preludio con 42 obras se exhibió en la exposición América Latina / Diversidad plástica de la Colección FEMSA junto a artistas como Carlos Cruz-⁠Diez, Manuel Felguérez, Carmen Herrera, Julio Le Parc y Vicente Rojo.
En 2009 en la exposición colectiva de Rastros y Crónicas: Women of Juarez, en el National Museum of Mexican Art, en Chicago, creó un cuadro compuesto por varios paneles por la conmoción que la provocaban los feminicidios en Ciudad Juárez. La obra, de 362 por 244 cm, formó parte una década más tarde en el 2019 de la instalación Muertes sin fin, dedicada a las víctimas de la violencia en México y que se exhibió en el Museo Memoria y Tolerancia, en la Ciudad de México 

Desde la perspectiva de Guajardo, "Muerte sin fin" es tanto un compromiso como un homenaje.
"Esto es para decir a las víctimas y a sus seres queridos que no están solos, que pensamos en su dolor, y que los acompañamos desde nuestra trinchera, que es el arte".

En el 2016, la Pinacoteca de Nuevo León organizó la exposición Introspección con 70 obras que describen los 30 años de creación de la artista.En 2017 se realizó un catálogo a partir las creaciones de Rosario Guajardo, en español, inglés y francés, en el que colaboraron personas expertas en arte también de índole internacional.

## Premios y reconocimientos
Fue reconocida en el 2015 en la sección Perfiles e Historias.
En 2008 obtuvo el Premio a las Artes UANL.